# Ar-Rass
Ar-Rass (arab. الرس) – miasto w środkowej Arabii Saudyjskiej, w prowincji Al-Kasim. Według spisu ludności na rok 2010 liczyło 92 501 mieszkańców.